# Миломлын
Миломлын (пол. Miłomłyn, нем. Liebemühl) — город в Польше, входит в Варминьско-Мазурское воеводство, Острудский повят. Имеет статус городско-сельской гмины. Занимает площадь 12,38 км². Население — 2449 человек (на 2018 год).

## Памятники
В реестр охраняемых памятников Варминьско-Мазурского воеводства занесены:
- Городская планировка Старого Города
- Костёл св. Варфоломея XIV в. (башня), 1898—1901 гг.
- Церковное кладбище
- Звонница
- Лютеранская часовня конца XIX в.
- Лютеранско-аугсбургское кладбище XVIII, XIX/XX вв.
- Часовня
- Ворота
- Остатки городских стен XIV в.
- Дома по ул. Костёльной, 3, 19, 25
- Дом начала XX в. по ул. Лесной, 1
- Дом 1913 г. по ул. Острудской, 18, 20, 26
- Дома начала XX в. по ул. Твердой, 3, 12
- Дом конца XIX в. по Лесному переулку, 1

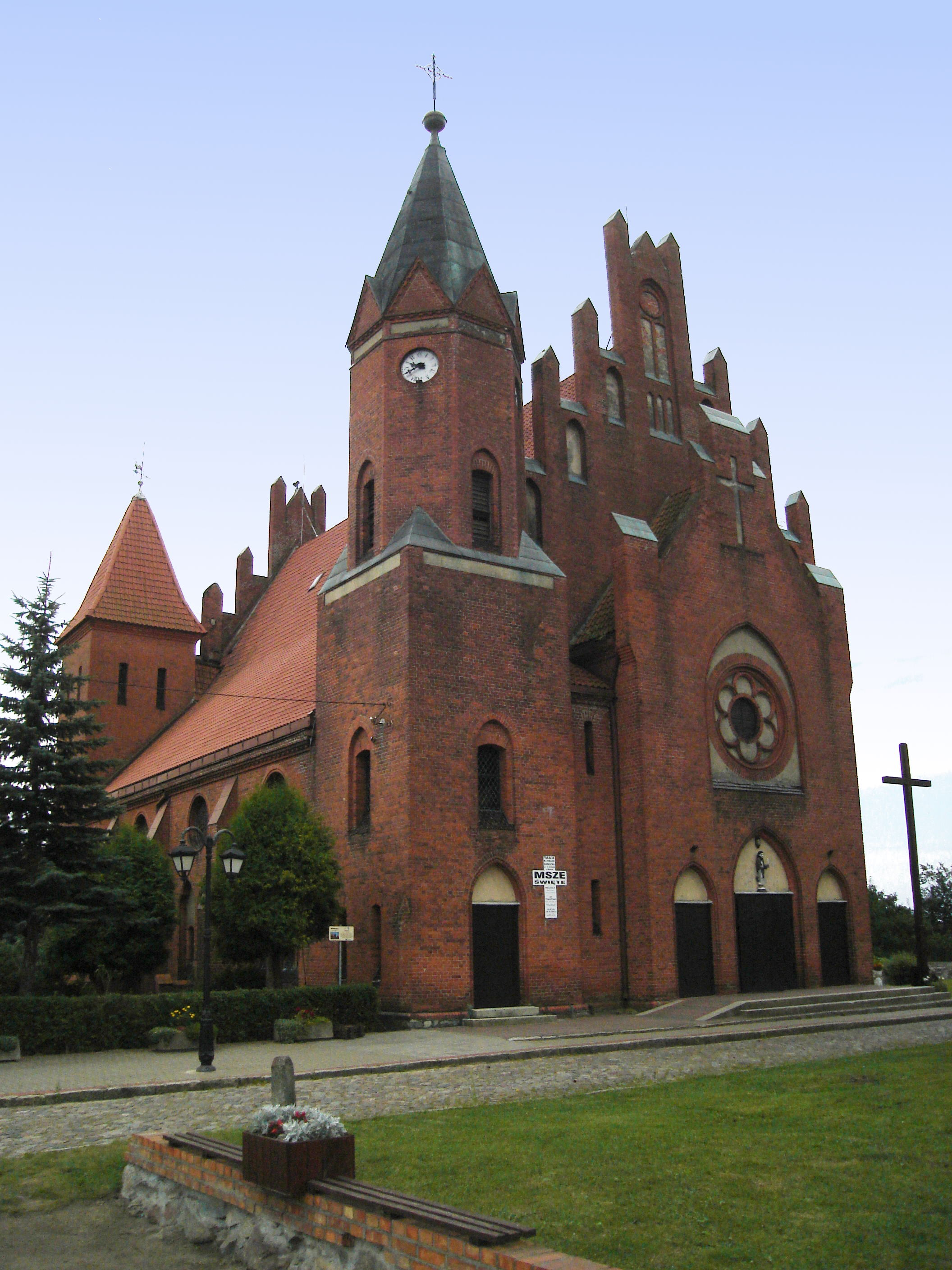
Stadtkirche (bis 1945 evangelisch)
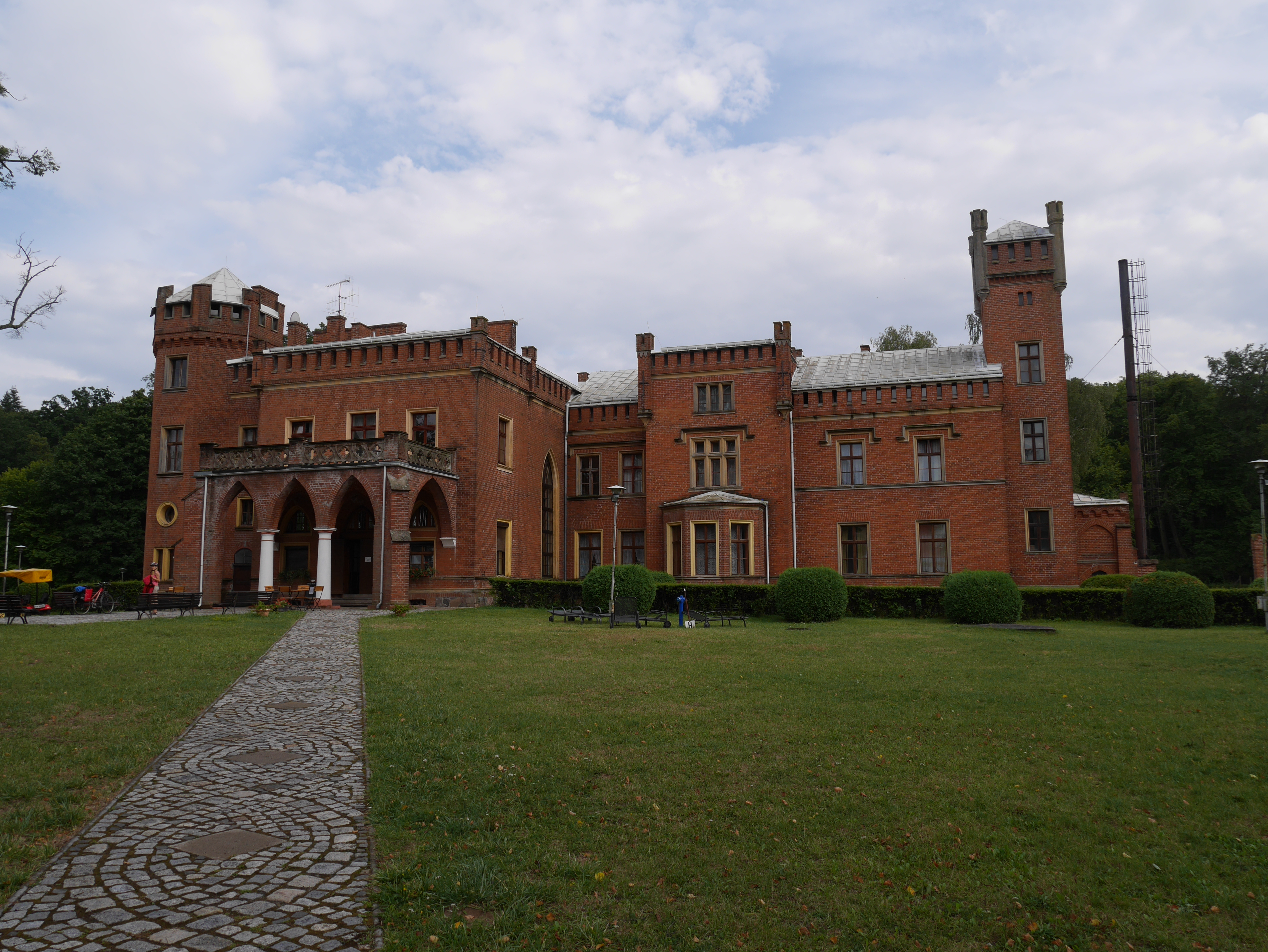
Schloss Karnitten